# Tetoiu
Tetoiu là một xã thuộc hạt Vâlcea, România. Dân số thời điểm năm 2002 là 3049 người.